# ويليام دايسون
ويليام دايسون (11 ديسمبر 1857 - 1 مايو 1936) (بالإنجليزية: William Dyson)‏ هو لاعب كريكت بريطاني (وحمل سابقاً جنسية المملكة المتحدة لبريطانيا العظمى وأيرلندا).